# Annette Kerr
Pour les articles homonymes, voir Kerr.
Annette Kerr, née le 2 juillet 1920 à Elderslie en Écosse et morte le 23 septembre 2013 à Londres (à 93 ans), est une actrice britannique.

## Biographie
De son nom complet Catherine Annette Kerr Peacock, elle naît à Elderslie, dans le Renfrewshire. Sa famille quitte l'Écosse après que son père, blessé durant la Grande Guerre, ait trouvé un poste de physiothérapeute à Watford dans le Hertfordshire.
C'est au théâtre que commence sa carrière. Après avoir commencé à jouer sur scène au Waterford Palace Theatre, Annette suit une formation à l'école d'art dramatique (Central School of Speech and Drama) de Londres, interrompue par les bombardements allemands sur la capitale britannique durant la Seconde Guerre mondiale.
En 1949, elle fait la connaissance de l'acteur Kenneth Williams à Newquay, qui devient son confident et un partenaire pour de nombreuses mises en scène. En 1961, elle décline la demande en mariage de Williams, consciente de l'attachement à l'indépendance et à l'homosexualité de son ami.
Outre le théâtre, elle fait des apparitions sur le petit écran, notamment dans des séries télévisées comme No Hiding Place, Z-Cars, Les Rivaux de Sherlock Holmes, Chapeau melon et bottes de cuir, One Foot in the Grave et 2point4 Children. Au cinéma, elle obtient des rôles dans The Third Alibi (1961), Lady détective entre en scène (1964), Prudence et la pilule (1968) et Doppelgänger (1969).
Elle meurt à Londres le 23 septembre 2013, dans la maison de retraite de Denville Hall, âgée de 93 ans.

## Filmographie

### Au cinéma
- 1959 : The Price of Silence : Miss Collins
- 1961 : So Evil, So Young
- 1961 : The Third Alibi : la caissière du cinéma
- 1964 : Lady détective entre en scène : Dorothy
- 1968 : Prudence et la pilule : la secrétaire de Gerald
- 1969 : Doppelgänger : infirmière (non créditée)
- 1970 : La Vie privée de Sherlock Holmes : secrétaire (non créditée)

### Télévision
- 1960 : Inside Story (série télévisée) : Mrs. Hartley (épisode A Touch of Brimstone)
- 1960 : Target Luna (série télévisée) : Mrs Wedgwood (épisodes Solar Flare et The Rocket Station)
- 1960 : Boyd Q.C. (série télévisée) : Mrs. Soames (épisode Hell Hath No Fury)
- 1961 : A Life of Bliss (série TV)
- 1959 : Emergency-Ward 10 (série TV)
- 1960 - 1965 : No Hiding Place (série TV) : Mrs. Grace Ambler (épisode The Ring of Truth) ; Clara Jowitt (épisode  Little Girl Stolen) ; Mrs. Newman (épisode Told by a Dead Man) ; Mrs. Priestman (épisode Double Fugue)
- 1961 : Harpers West One (série TV)
- 1961 : Home Tonight (série TV)
- 1962 : Chapeau melon et bottes de cuir (série TV) : Mrs. Ross (épisode Death on the Rocks)
- 1963 : Suspense (série TV) : Sœur (épisode Protection)
- 1963 : Smugglers' Cove (série TV) : Miss Bond (épisode Frog in Deep Water)
- 1963 : The Odd Man (série TV) : Mrs. Gray (épisode A Kind of Wild Justice)
- 1964 : Crossroads (série TV) : Freda Sefton
- 1965 : Front Page Story (série TV) : Mrs. Chilton (épisode One Good Turn)
- 1965 : Summertime Ends Tonight (TV) : Meriel
- 1965 : Mysteries and Miracles (série TV)
- 1961 - 1966 : ITV Play of the Week (série TV)
- 1966 : Out of the Unknown (série TV) : Mrs. Burgoyne (épisode Frankenstein Mark 2)
- 1966 : The Wednesday Play (série TV) : Magistrate (épisode Little Master Mind) ; Miss. Lambe (épisode Toddler on the Run)
- 1967 : The Golden Age (série TV) : Lady Elizabeth (épisode The Arts and Leisure)
- 1968 : Z-Cars (série TV) : Sally Orchard (épisode Inside Information: Part 1)
- 1968 : Mystery and Imagination (série TV) : Mrs. Manning (épisode A Place of One's Own)
- 1968 - 1969 : ITV Playhouse (série TV) : Mrs. Cliveden (épisodes Suspect et The Curtis Affair)
- 1970 : UFO, alerte dans l'espace (série TV) : infirmière (épisode Identified)
- 1965 - 1971 : Public Eye (série TV) : Caroline Brampton (épisode Transatlantic Cousins) ; Mrs.Paggot (épisode  I Went to Borrow a Pencil, and Look What I Found)
- 1972 : Pardon My Genie (série TV) : Mrs. Bamford (épisode The Apprentice's Sorcerer)
- 1971 - 1972 : ITV Saturday Night Theatre (série TV)
- 1973 : Les Rivaux de Sherlock Holmes : Mrs. Pallin (épisode The Looting of the Species Room)
- 1973 : The Roses of Eyam (TV) : Mrs. Hancock
- 1973 : Whodunnit? (série TV) : Isobel (épisode  Happy New Year)
- 1974 : Dial M for Murder (série TV) : serveuse (épisode The Voice)
- 1977 : The Upchat Line (série TV) : Mrs. Hardcastle (épisode Home Is the Hunter)
- 1982 : A Kind of Loving (série TV) : Mrs. Pennyman (épisode October 1973: Part 2)
- 1982 : All for Love (série TV) : femme anglaise (épisode L'Élégance)
- 1990 : Inspecteur Wexford (série TV) : Mrs. Clarke (épisode Some Lie and Some Die: Part One)
- 1992 : La Brigade du courage (série TV)
- 1992 - 1995 : One Foot in the Grave (série TV) : Ruth (épisode The Exterminating Angel) ; femme dans le salon de thé (épisode Dreamland)
- 1998 : Alexei Show (série TV)
- 1991 - 1999 : 2point4 Children (série télévisée) : Dora Grimes (11 épisodes)